# HaShomer
HaShomer (ebraico השומר (il Guardiano) fu un'organizzazione di difesa ebraica in Palestina, fondata dal gruppo Bar-Giora nell'aprile del 1909. Cessò di operare dopo la fondazione dell'Haganah nel 1920. Il fine di HaShomer era quello di provvedere al servizio di sorveglianza degli insediamenti ebraici nell'Yishuv, liberando le comunità ebraiche dalla dipendenza dai consolati stranieri e da quella araba per la loro sicurezza. Fu guidata da un comitato di tre persone: Israel Shochat, Israel Giladi e Mendel Portugali.

## Storia

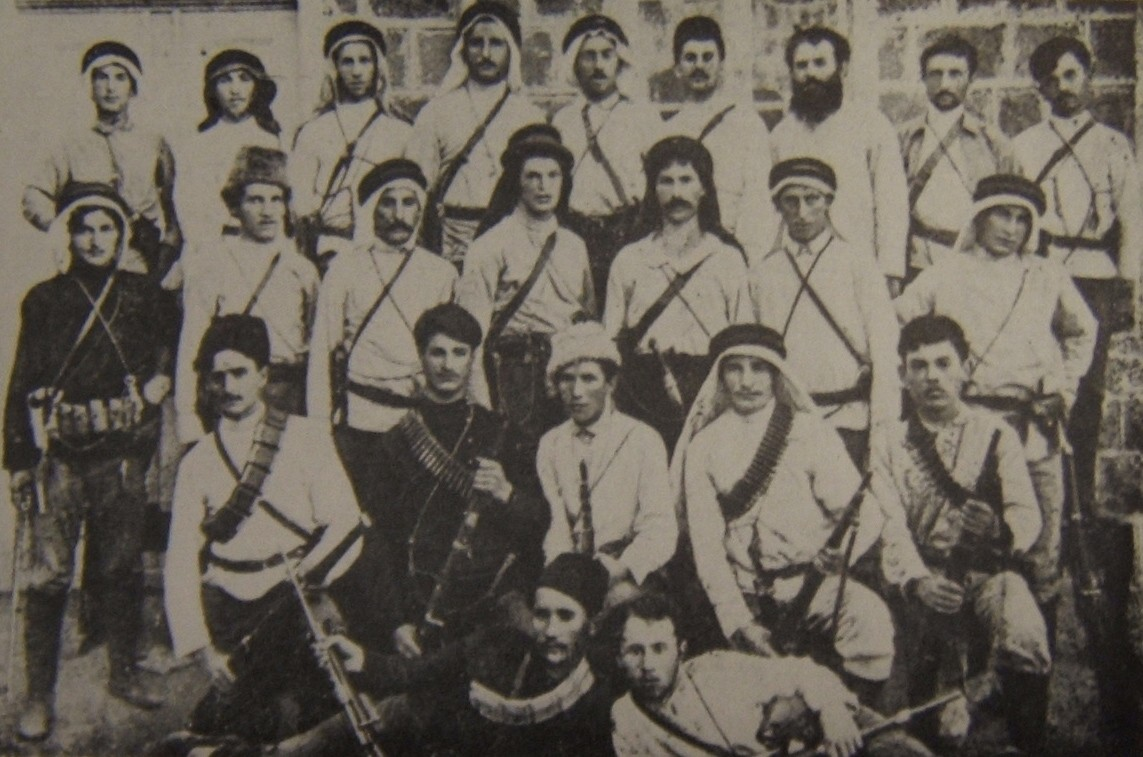
Componenti di HaShomer nel 1909.

HaShomer fu originata dal movimento sionista socialista, in gran parte componenti di Poale Zion, inclusi Israel Shochat, Manya Shochat, Yitzhak Ben-Zvi e la moglie di Ben-Zvi, Rachel Yanait, gran parte dei quali avevano precedentemente costituito una piccola società segreta incaricata della sicurezza, chiamata Bar-Giora, che controllava l'incolumità degli abitanti della comune di Sejera (oggi Ilaniya) e di Mes'ha (ora Kfar Tavor). Bar-Giora era stata fondata, tra gli altri, da Israel Shochat, Alexander Zeid e Yitzhak Ben-Zvi. Mentre i primi coloni avevano intrapreso il compito di difendere le proprie terre e le proprie comunità, HaShomer fu il primo tentativo di costituire una difesa organizzata per tutte le comunità ebraiche di Palestina. Un serio ostacolo fu la mancanza di fondi con cui comprare armi. Su consiglio di Yehoshua Hankin, i suoi componenti ricorsero a Eliahu Krause, amministratore di Sejera, perché prestasse soldi all'organizzazione. Le prime armi da fuoco furono acquistate e molti dei membri di HaShomer rifiutarono di separarsene anche per un solo momento.
I membri adottarono l'abbigliamento locale e molte delle abitudini dei beduini, dei Drusi e dei Circassi. Presero anche ispirazione dalla storia dei Cosacchi. I primi pochi 'Shomrim' (guardie) operavano a piedi ma presto acquistarono cavalli, che ampliò di molto il loro raggio d'azione e la loro efficacia.
Le armi impiegate erano le stesse dell'elemento locale, comprese il jift, un'arma da fuoco a canna singola o doppi, lo yunani e l'osmanli, moschetti a palla singola o a più colpi, vari fucili e pistole Mauser. Moderni fucili, conosciuti col nome di Abū Khamsa (padre di cinque), erano i più progrediti, ed erano oggetto di furti da parte dei locali. La shibriyye (pugnale arabo) e il nabut (bastone o mazza) erano usati un po' da tutti. Le munizioni erano costose e difficili da ottenere, così che furono allestiti grossolani centri di fabbricazione.

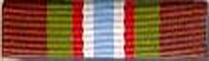
Il nastrino di Hashomer.

HaShomer ebbe successo nel provvedere alla difesa degli insediamenti nel Paese; sebbene talvolta scatenasse l'ira dei guardiani arabi che avevano perso il loro lavoro e quello dei ladruncoli, mentre provocava l'ostilità della popolazione araba per le incursioni di rappresaglia che conduceva. Alcuni degli antichi coloni erano anche preoccupati che HaShomer potesse danneggiare lo status-quo con le popolazioni arabe locali. Durante la prima guerra mondiale numerosi suoi membri furono esiliati in Anatolia dalle autorità ottomane e diversi di loro  finirono con l'essere impiccati. Quando i Turchi catturarono Yosef Lishanski del gruppo Nili, egli rivelò tutto ciò che sapeva, coinvolgendo dodici membri di HaShomer. Il gruppo, nondimeno, sopravvisse.
Nel 1920 si decise di organizzare l'Haganah, un gruppo assai più ampio numericamente, per tener testa con nuove difese alle sfide e ai bisogni della crescente comunità ebraica in Palestina. Molti componenti di HaShomer raggiunsero le file della Legione Ebraica, mentre altri entravano nella polizia a cavallo e svolsero un ruolo importante nella difesa di Tel Hai e di Gerusalemme durante i moti arabi del 1920 e 1921. Nel giugno 1920 HaShomer cessò di esistere come entità separata. I suoi membri, tuttavia, mantennero i contatti tra loro e dettero un rilevante contributo alla difesa dell'Yishuv.
In aggiunta al loro compito di difesa degli insediamenti ebraici nel Paese, i componenti di HaShomer istituirono loro propri insediamenti abitativi, inclusi Tel Adashim, Tel Hai e Kfar Giladi.

## Componenti di rilievo
- Israel Shochat - Uno dei fondatori e leader del movimento.
- Manya Shochat - La madre dell'insediamento collettivo in Israele.
- Yitzhak Ben-Zvi - Secondo Presidente di Israele e suo membro.
- Alexander Zaid - Fondatore.
- Mendel Portugali - Fondatore.
- Israel Giladi - Fondatore.
- Yehezqel Nissanov - Fondatore.
- Eliyahu Golomb - Uno dei maggiori leader dell'Hagana.
- Haim Sturman - Figura attiva nell'Hagana e negli insediamenti della valle di Jezreel.
- Pinhas Sneerson - Figura attiva nel "Gdudei HaAvoda" e nell'Hagana.
- Avraham Yosef Berl - Il primo caduto nel movimento.